# Габріель Бариллі
Габріель Бариллі (нім. Gabriel Barylli) — австрійський актор і кінорежисер. З 1981 року знявся у понад 40 фільмах та телевізійних шоу. Здобув нагороду «Срібний Святий Георгій» за кращу роль у фільмі «Французька жінка» на 19-му Московському міжнародному кінофестивалі.

## Фільмографія
Як актор:
- Студент Гербер (1981), як Курт Гербер
- Блідо-синя жінка пише (1984), як Леонідас Тачезі
- Жінка без тіла та кіномеханік (1984), як Майкл Бланк
- Де і як 2 — Санта Фе (1986), як Фредді Вольф
- Де і як 3 — Ласкаво просимо у Відень (1986), як Фредді Вольф
- З моїми гарячими сльозами (1986), як Моріц фон Швінд
- Далекий край (1987), як Отто
- Бутерброд (1990), як Мартін
- Французька жінка (1995), як Матіас Беренс
- Хонігмонд (1996), водій таксі
- Серійний (1998), як Георг Вальх

Як режисер:
- Бутерброд (1990)
- Хонігмонд (1996)
- Хто любить вирощувати крила (1999)